# Weibullite
La weibullite è un minerale.